# 1590
Năm 1590 (số La Mã: MDXC) là một năm thường bắt đầu vào thứ hai trong lịch Gregory (hoặc một năm thường bắt đầu vào thứ năm của lịch Julius chậm hơn 10 ngày).

## Sinh
- Yamada Nagamasa

## Mất
- Catherine xứ Ricci